# Otis Thorpe
Otis Henry Thorpe (ur. 5 sierpnia 1962 w Boynton Beach) – amerykański koszykarz, skrzydłowy, mistrz NBA z 1994 roku, uczestnik meczu gwiazd NBA.

## Osiągnięcia
NCAA
- Zaliczony do:
  - I składu Big East (1984)[1]
  - składu Honorable Mention All-America[1]

NBA
- Mistrz NBA (1994)[2]
- Uczestnik meczu gwiazd NBA (1992)[3]
- 2-krotny zawodnik tygodnia NBA (18.01.1987, 3.02.1991)[3]
- Lider play-off w skuteczności rzutów z gry (1989, 1993)[4]